# 75 v.Chr.
Het jaar 75 v.Chr. is een jaartal volgens de christelijke jaartelling.

## Gebeurtenissen

### Italië
- In Rome wordt Marcus Tullius Cicero door de Senaat aangesteld tot quaestor, hij houdt in Sicilië toezicht op de graanvoorraad en sluit een handelsverdrag met de Sicilianen.
- De 25-jarige Julius Caesar wordt tijdens een reis naar Rhodos, in de Egeïsche Zee gevangengenomen door Cilicische piraten. Voor zijn vrijlating eisen ze een losprijs van 20 talenten. In zijn arrogantie raadt Caesar hun aan de prijs naar 50 talenten te verhogen. Na 38 dagen wordt hij vrijgelaten en dreigt de piraten te zullen kruisigen.
- Caesar organiseert een strafexpeditie tegen de piraten en neemt ze gevangen. Hij laat ze opsluiten in Pergamon en ziet er persoonlijk op toe dat de meeste van hen gekruisigd worden.

## Geboren
- Gnaeus Pompeius Magnus (~75 v.Chr. - ~45 v.Chr.), Romeins veldheer en zoon van Pompeius Magnus
- Han Yuandi (~75 v.Chr. - ~33 v.Chr.), keizer van het Chinese Keizerrijk